# Лакунса, Хосе Мария
Хосе Мария Лакунса (исп. José María de Lacunza Blengio; 16 августа 1809, Мехико — 1869, Гавана, Куба) — мексиканский политический и государственный деятель, дипломат и писатель. Председатель Совета Министров Мексиканской Империи (1867).

## Биография
Считается одним из столпов мексиканской литературы. В 1836 году был одним из основателей Академии Летран (es:Academia de Letrán), известного мексиканского литературного объединения XIX века.
Входил в 1848 году в состав делегации, отправленной правительством Мексики в Керетаро для подписания с Соединёнными Штатами Договора Гуадалупе-Идальго, по условиям которого Мексика признавала аннексию территорий современных Техаса, Калифорнии, Юты, Невады, большей части Нью-Мексико и Аризоны, небольших районов современных штатов Колорадо и Вайоминг (передала Соединённым Штатам 1,36 млн км² своей территории).
Член Либеральной партии Мексики. С 10 мая 1849 по 15 января 1851 года занимал кресла министров внутренних дел и иностранных дел в кабинете Хосе Хоакина де Эррера.
Возглавлял Сенат Мексики. Во время президентства Бенито Хуареса был министром финансов и государственных кредитов.
С 3 апреля по 15 мая 1867 года занимал пост Председателя Совета Министров мексиканской империи (премьер-министра) при императоре Мексики Максимилиане I Габсбурге. После падения империи и восстановления республики, был сослан и поселился на Кубе в Гаване, где и умер в 1869 году.